# 王思同
王思同（892年—934年5月9日），五代十国时期后唐及其前身晋国将军。应顺元年（934年），皇帝李从厚养兄李从珂反叛，王思同受命镇压，但很快被击败并在未得李从珂许可的情况下被处决。

## 家世
王思同生于唐昭宗景福元年（892年）。父王敬柔历任瀛、平、儒、檀、营五州刺史。母为晚唐军阀刘仁恭女。乾宁二年（895年），刘仁恭成为卢龙节度使，起初为大军阀河东节度使李克用附庸，后又对李克用倒戈，成为独立军阀。
王思同最初事刘仁恭为帐下军校。天祐四年（907年）四月，刘仁恭的儿子即王思同的舅父刘守光政变，软禁刘仁恭。时任银胡䩮都指挥使的十六岁的王思同率部三千和另一舅父刘守奇、山后八安巡检使李承约逃奔河东。李克用将他们带入军中任以军职，以王思同为飞腾指挥使。

## 晋国年间
大军阀宣武军节度使朱全忠迫使唐哀帝禅位建立后梁，唐朝灭亡。此时李克用的河东军成为晋国的中心，先后由李克用及其子李存勖作为晋王统治。王思同继续效力李存勖。晋国最终占有黄河以北地区，使黄河成为晋国和与其持续交战的后梁的边界。战争期间，王思同奉李存勖命，在杨刘筑垒，以功迁神武十军都指挥使。十八年（921年）十二月，李存勖派王思同率军戍狼山之南，以助盟友义武军节度使王都抵御契丹进攻。

## 后唐年间

### 李存勖年间
同光元年（923年），李存勖称帝，建立后唐，灭大敌后梁，取其地，王思同每次出征都在他帐下，随他平定山东，被任为郑州刺史（或作防御使）。王思同性格宽宏，爱写诗，写诗时自称「蓟门战客」（蓟门为卢龙军部幽州别名）。李存勖长子和内定储君魏王李继岌待王思同如子。内养吕知柔侍奉李存勖，弄权，王思同为之不平。吕知柔作终南山诗，末句有“头”字，王思同和道：“料伊直拟冲霄汉，赖有青天压著头。”其诗大致如此。王思同还为人敢勇，善骑射，好学，轻财重义，多礼文士。四年（926年）正月，李存勖诛杀大将河中节度使、尚书令李继麟（前名朱友谦），派王思同去许州杀李继麟子忠武军节度使朱令锡。后因李存勖杀李继麟及另一大将侍中兼枢密使郭崇韬，兵变迭起，李存勖在兵变中被杀，由养兄李嗣源继位。

### 李嗣源年间
李嗣源在军中时向来了解王思同，认为他长期没有得到合适的升迁，天成元年（926年）四月登基后，升为匡国军留后，当年六月前迁雄武军节度使。王思同管治雄武期间，为人亲和，安抚边民。长兴元年（930年），入朝洛阳觐见李嗣源，李嗣源问以边事，王思同生动地细说了，并描述自己建造的四十座用以防御吐蕃来犯的寨，以致李嗣源说：“有人说王思同不管事，这怎么可能？”
当时，朝廷和两位节度使西川节度使孟知祥、东川节度使董璋之间的对抗一触即发。李嗣源认为王思同在此战中可用为将，留在左右，八月，授右武卫上将军（或作左武卫上将军）。九月，孟知祥、董璋公然反叛朝廷，李嗣源以女婿天雄军节度使石敬瑭为东川行营都招讨使统兵与两川作战，以王思同为京兆尹，充西都留守兼西南行营马步都虞候，为伐蜀前锋。
十一月，王思同与阶州刺史王弘贽、泸州刺史冯晖、步军都指挥使赵在礼引兵出人头山后，过要塞剑门关之南，还袭剑门关，奇袭东川守军，杀东川兵三千人，擒获都指挥使齐彦温，为朝廷夺取了剑门关。孟知祥一度大惧，以为大势已去。但朝廷其余大军不能跟进与王思同等在剑门关会师，他们只得放弃剑门关重新与前者合兵，朝廷军和两川军陷入僵持，只得撤退。王思同以功迁权知兴元府事，仍为西京留守，二年（931年）三月任为山南西道节度使，充西面行营马步军都虞候。逼迫当时已经去职隐居的旧相识王仁裕复出，任为从事，密奏授兴元节度判官。
朝廷放弃两川战事的大约同时，李嗣源杀主倡此战的枢密使安重诲，寻求和两川和解。孟知祥希望和朝廷讲和，但董璋因儿子董光业一家被朝廷所杀，拒绝讲和，更于三年（932年）五月摒弃和孟知祥的联盟，攻打孟知祥。王思同向朝廷提醒了此事，李嗣源的新任枢密使范延光建议趁两川交兵及早图之。于是李嗣源命王思同秘密筹划此事，以图进取。但六月孟知祥即击败董璋，董璋被部下所杀，孟知祥吞并董璋领地。孟知祥名义重归朝廷为封臣，朝廷也放弃了对两川的进一步行动。八月，王思同复为京兆尹兼西京留守，奏王仁裕为判官。

### 李从厚年间
四年（933年）十一月，李嗣源崩，亲子宋王李从厚继位。应顺元年（934年）初，枢密使朱弘昭和冯赟不希望时任河东节度使的石敬瑭在治所根深蒂固，于是迁李从厚养兄凤翔节度使潞王李从珂到河东，迁石敬瑭到成德，迁成德节度使范延光为天雄军节度使。
但这却引起了李从珂的反应，李从珂认为这些举动是针对自己的。二月，他决定反叛，发檄文指责朱弘昭、冯赟。又派使者去邻镇希望邻镇的节度使们同叛。他派伶奴安十十、推官郝诩（《旧五代史》作郝昭）、押牙朱廷乂等去长安试图说服王思同加入。王思同犹豫未决，召王仁裕共商，王仁裕要王思同遵守忠孝之道，王思同于是决定为朝廷效死，认为李从珂是无端反叛，扣押安十十、郝诩、朱廷乂并诛杀，并奏报朝廷李从珂抗命。
朝廷以王思同充西面行营马步军都部署统军对李从珂作战，加王思同宰相荣衔同平章事。但王思同虽有忠义之志，统驭大军却无方；李从珂和石敬瑭皆为李嗣源主将，很多朝廷军兵之前效力李从珂，秘密支持后者，怀侥幸图富贵之心。三月，王思同及副招讨使药彦稠、西面行营都监护国节度使安彦威、山南西道节度使张虔钊、武定节度使孙汉韶、彰义节度使张从宾、静难节度使康福很快率军到达凤翔军部凤翔府，围之。李从珂诘问自称善术数的盲人张濛，张濛说：“王有天下，不能独力，朝廷兵来迎王了。王若疑臣，臣唯有一子，请王致于麾下，以质臣心。”李从珂于是以张濛摄馆驿巡官。朝廷军队攻克凤翔东西关城，凤翔城中死者很多，凤翔府也没有强大的城堑，似乎很快要陷落了。但李从珂登城哭诉，使得朝廷军兵同情他。张虔钊攻凤翔西南，以白刃驱士卒登城，被士卒反攻，羽林指挥使杨思权趁机叛投李从珂。王思同还不知道，催促士卒登城，严卫步军左厢指挥使尹晖大呼：“城西军已入城受赏了。”众军争相弃甲投兵器投降，呼声震地。朝廷军崩溃。王思同等六节度使逃跑。张虔钊、孙汉韶都以本镇投降孟知祥建立的后蜀。王思同和药彦稠到长安，副留守刘遂雍不纳，他们只能向东逃向潼关。李从珂起初担忧王思同等并力据守长安。等他兵到岐山，闻知刘遂雍不纳王思同，很高兴，遣使慰抚。刘遂雍随后以城降李从珂。
李从珂入长安后，继续东进。到昭应时，闻其前军已抓获王思同，说：“王思同虽然失策，但忠于所侍奉的主子，应当嘉奖。”王仁裕也在王思同军中，也被擒。李从珂到灵口，王思同被交给他，李从珂指责他，王思同答自己受李嗣源大恩，不得不忠于朝廷，请求就死。李从珂动容，意欲赦免。但之前投降李从珂的原朝廷将领如杨思权等耻于再见王思同，在入长安后尽取王思同家资、妓妾的尹晖尤其害怕王思同存活下来，屡次对李从珂心腹孔目官刘延朗说：“留下王思同，会失去士卒的心。”刘延朗自行其是，趁李从珂醉酒，杀王思同及其妻、子王德胜。李从珂清醒后，对刘延朗发怒，为王思同之死嗟叹数日，但没有处罚刘延朗。王思同的僚属也多遇害，但王仁裕得免，他以曾劝说王思同反对李从珂为由自请被处死，未果，反而被李从珂任用。而朝廷还不知道王思同已死，下诏改以王思同为凤翔行营都招讨副使。当月陕州奏报李从珂兵到潼关，王思同遇害。
四月，李从珂登基称帝，下诏声言朱弘昭、冯赟、左卫上将军孟汉琼、王思同、药彦稠等结党兴兵、离间君臣、几乎亡国之罪，削夺官爵。后又下诏准许其归葬，但亲属部旧仍流放。后晋开运三年（946年）七月，诏复王思同官爵。后汉高祖登基后，于天福十二年（947年）闰七月赠王思同侍中。